# Chrotomys gonzalesi
Chrotomys gonzalesi és una espècie de mamífer rosegador de la família dels múrids. És endèmic del mont Isarog (Filipines), on viu a altituds d'entre 1.350 i 1.800 msnm. S'alimenta de cucs de terra i insectes. Els seus hàbitats naturals són els boscos montans i molsosos. Està amenaçat per la desforestació del seu medi. L'espècie fou anomenada en honor del zoòleg filipí Pedro C. Gonzales.